# Santa Ana del Táchira
Pour les articles homonymes, voir Santa Ana.
Santa Ana del Táchira est le chef-lieu de la municipalité de Córdoba dans l'État de Táchira au Venezuela.